# (39748) Guccini
(39748) Guccini – planetoida z pasa głównego asteroid okrążająca Słońce w ciągu 4 lat i 51 dni w średniej odległości 2,58 j.a. Została odkryta 28 stycznia 1997 roku w Pistoia Mountains Astronomical Observatory w San Marcello Pistoiese przez Luciano Tesiego i Gabriele Cattani. Nazwa planetoidy pochodzi od Francesco Gucciniego (ur. 1940), włoskiego piosenkarza, aktora i tekściarza. Przed nadaniem nazwy planetoida nosiła oznaczenie tymczasowe (39748) 1997 BJ3.